# Qobuz
Qobuz é uma loja de música digital e serviço de streaming francês, lançada em 2007 por Alexandre Leforestier e Yves Riesel. Atualmente, a Qobuz é de propriedade da Xandrie SA. O Qobuz alega disponibilizar mais de 100 milhões de faixas em qualidade de CD e "Hi-Res" (24 bits até 192 kHz). As faixas adquiridas são oferecidas sem quaisquer restrições de DRM.
Toda a música está disponível em MP3 a 320 kbit/s, em qualidade lossless CD-DA (16 bits/44,1 kHz), bem como em qualidade lossless de alta resolução (até 24 bits/192 kHz) para determinadas músicas; os downloads são oferecidos em formatos WAV, AIFF, ALAC e FLAC para qualidade de alta resolução, sendo o WMA lossless também disponível apenas para músicas em qualidade de CD. Além disso, estão disponíveis MP3, WMA padrão e AAC a 128 kbit/s ou 320 kbit/s para qualidade lossy.